# أصول الفقه الإسلامي (كتاب)
أصول الفقه الإسلامي كتاب في علم أصول الفقه الإسلامي يتكلم عن أبواب موسعة في أصول الفقه بالتفصيل غير المتبحر، مؤلفه وهبة الزحيلي.

## مؤلف الكتاب
هو الدكتور وهبة الزحيلي يعمل استاذاً للفقه وأصوله في جامعة دمشق وهو من الفقهاء المعاصرين الذين ينتسبون لأهل السنة والجماعة وممن تدرج في الشهادات العلمية في الحقوق والشريعة وغيرها علاوة على عضويات له في عدة مجمعات فقهية منها كونه خبيراً في مجمع الفقه الإسلامي بجدة والمجمع الفقهي بمكة المكرمة وفي عدة دول أخرى.

### طريقة المؤلف في تأليفه
قسّم المؤلف كتابه إلى ثمانية أبواب هي كالآتي : 
- الباب الأول : الأحكام الشرعية
- الباب الثاني : طريقة استنباط الأحكام من النصوص
- الباب الثالث : مصادر الأحكام الشرعية
- الباب الرابع : النسخ
- الباب الخامس : تعليل النصوص
- الباب السادس : مقاصد الشريعة الهامة
- الباب السابع : الاجتهاد والتقليد
- الباب الثامن : التعارض والترجيح بين الأدلة

ثم بدأ المؤلف يفصل في كل باب من هذه الأبواب تفصيلاً جيداً ويذكر أكثر أقوال العلماء فيه حتى أقوال المعتزلة بل يذكر اختلاف المنطقيين في بعض العبارات الأصولية كالقياس مثلاً. 
ويبين ذلك بعيداً عن التكلف الكثير في نسج العبارة، وهذا طبع عامة المتأخرى ن فتجد بينهم في كتبهم وبين المتقدمين بونا شاسعا في تركيب العبارة.

### من أقوال المؤلف
من هذه الأقوال باختصار : 
- إن الفقه الإسلامي بما امتاز به من قوة البناء ورسوخ الأركان وتعدد الآفاق وسعة المصادر والأحكام يحتاج إلى صياغة نظريات عامة له نستطيع بها التعرف على مبادئه الكلية.
- إذا كنا نحرص على تكوين الملكة الفقهية عند العالم والمتعلم فالأمر لايتم بدون الاعتماد على قواعد الأصول وتحريرها.
- علم الأصول هو النابض الذي يتحرك به الفقه الإسلامي وشعلة الانطلاق الذي ينطلق منها الفقه.
- سلكت في هذا الكتاب الجمع بين مزايا القديم والحديث.[1]